# Список графов и герцогов Бара
Граф де Бар-ле-Дюк (лат. Barrum Ducis, фр. Barrum Ducis, Bar-le-Duc) — титул правителей возникшего в X веке лотарингского графства, а с 1354 года герцогства Бар.

Герб графов Бара

## Графы Бара (ок. 950—1354)

### Вигерихиды, Барруанская ветвь (ок. 950—1093)
- 959—978 : Ферри (Фридрих) I (ок.942 — 978), граф Бара, герцог Верхней Лотарингии с 959 (до 977 — вице-герцог), сын пфальцграфа Вигериха
- 978—1026 : Тьерри (Дитрих) I (ок.965 — 1026), граф Бара и герцог Верхней Лотарингии с 978, сын Ферри I
- 1026—1028 : Ферри (Фридрих) II (ок.995 — 1028), граф Бара и герцог Верхней Лотарингии с 1026, сын Тьерри I
- 1028—1033 : Ферри (Фридрих) III (ок.1015 — 1033), граф Бара и герцог Верхней Лотарингии с 1033, сын Ферри II
- 1033—1033 : София (ок.1020 — 1093), графиня Бара и Муссона, сестра предыдущего

муж: Людовик де Скарпон (ок. 1010 — ок. 1073), граф Монбельяра

### Монбельярский дом(1038—1354)
- 1038—1073: Людовик де Скарпон (ок. 1010 — ок. 1073), граф Монбельяра, Феррета и Альткирха с 1042, граф Бара и сеньор Муссона (по праву жены) с 1038

жена: София (ок.1020 — 1093), графиня Бара и Муссона
- 1073—1105: Тьерри I (ок. 1040—1105), граф Монбельяра, Феррета и Альткирха с ок. 1073, граф Бара (Тьерри II) и сеньор Муссона с 1093, сын предыдущего
- 1105—1149: Рено I (ок. 1090—1149), граф Бара с 1105, сын предыдущего
- 1149—1170: Рено II (ок. 1125—1170), граф Бара с 1149, сын предыдущего
- 1170—1190: Генрих I (ок. 1160—1190), граф Бара с 1170, сын предыдущего
- 1190—1214: Тибо I (ок. 1158—1214), граф Бара с 1170, граф Люксембурга, Дарбюи и де Ла Рош-ан-Арденн с 1197, брат предыдущего
- 1214—1239: Генрих II (1190—1239), граф Бара с 1214, сын предыдущего
- 1239—1291: Тибо II (ок.1221—1291), граф Бара с 1239, сын предыдущего
- 1291—1302: Генрих III (1259—1302), граф Бара с 1291, сын предыдущего
- 1302—1336: Эдуард I (ок.1295—1336), граф Бара с 1302, сын предыдущего
- 1336—1344: Генрих IV (ок.1323—1344), граф Бара с 1336, сын предыдущего
- 1344—1352: Эдуард II (1339—1352), граф Бара с 1344, сын предыдущего
- 1352—1354: Роберт (1339—1411), граф Бара с 1352, герцог Бара с 1354, брат предыдущего

В 1354 году Роберт получил титул герцога от императора Карла IV.

## Герцоги Бара (1354—1766)

### Монбельярский дом (1354—1430)
- 1354—1411: Роберт (1339—1411), герцог Бара с 1354
- 1411—1415: Эдуард III (ок.1377—1415, битва при Азенкуре), герцог Бара с 1411, брат предыдущего
- 1415—1430: Людовик (ок.1370—1430), кардинал, герцог Бара с 1415, брат предыдущего

На Бар претендовал Людовик Люксембургский-Сен-Поль, муж правнучки герцога Роберта Жанны де Марль, но получил графство Гиз, а герцогом Бара стал племянник кардинала Рене I Анжуйский.

### Анжуйский дом(1430—1480)

Герб герцогов Лотарингии и Бара из Анжуйского дома

- 1430—1480 : Рене I Анжуйский (1409—1480), муж Изабеллы I, герцог Бара с 1430, герцог Лотарингии с 1431, граф Анжуйский с 1434, граф Прованса с 1435, король Неаполя 1435—1442, титулярный король Сицилии, Венгрии, Иерусалима и Арагона
- 1480—1480 : Иоланда (1428—1483), дочь Рене I

муж: Ферри (Фридрих) II (1420—1470), граф де Водемон, их потомки унаследовали герцогство

### Дом де Водемон (1480—1737)

Герб Рене II, герцога Лотарингии и Бара

- 1480—1508 : Рене II Лотарингский (1451—1508), граф де Водемон (1470), д’Омаль, д’Эльбёф (1473), сир де Жуанвиль (1476), герцог Лотарингии (1473), герцог де Бар (1480), барон Майенский (1481), сын Иоланды Анжуйской
- 1508—1544 : Антуан Добрый (1489—1544), сын предыдущего
- 1544—1545 : Франсуа I (1517—1545), сын предыдущего

1545—1552 : регент — Кристина Датская (1521—1590), жена Франсуа I
1552—1559 : регент — Николя (1524—1577), герцог де Меркер, брат Франсуа I
- 1545—1608 : Карл III (II) (1543—1608), сын предыдущего
- 1608—1624 : Генрих II Добрый (1563—1624), сын предыдущего
- 1624—1625 : Николь (1608—1657), дочь предыдущего

муж: Карл IV (III)
- 1625—1625 : Франсуа II (1572—1632), граф де Водемон, сын Карла III
- 1624—1634 : Карл IV (III) (1604—1675), сын предыдущего

Герб герцогов Лотарингии и Бара с 1538 года

- 1634—1635 : Никола II Франсуа (1609—1670), брат предыдущего
- 1635—1641 : Лотарингия и Бар оккупированы Францией
- 1641—1641 : Карл IV (III), вторично
- 1641—1659 : Лотарингия и Бар оккупированы Францией
- 1659—1670 : Карл IV (III), в третий раз
- 1670—1697 : Лотарингия и Бар оккупированы Францией

1675—1690 : Карл V (IV) (1643—1690), титулярный герцог Лотарингии, сын Никола II Франсуа
- 1697—1729 : Леопольд I (1679—1729), сын предыдущего, титулянный герцог Лотарингии в 1690—1697
- 1729—1737 : Франсуа III Этьен (1709—1765), сын предыдущего, император Священной Римской империи (Франц I) с 1745

В 1737 году уступил Лотарингию и Бар тестю короля Франции Станиславу Лещинскому.

### Лещинские (1737—1766)

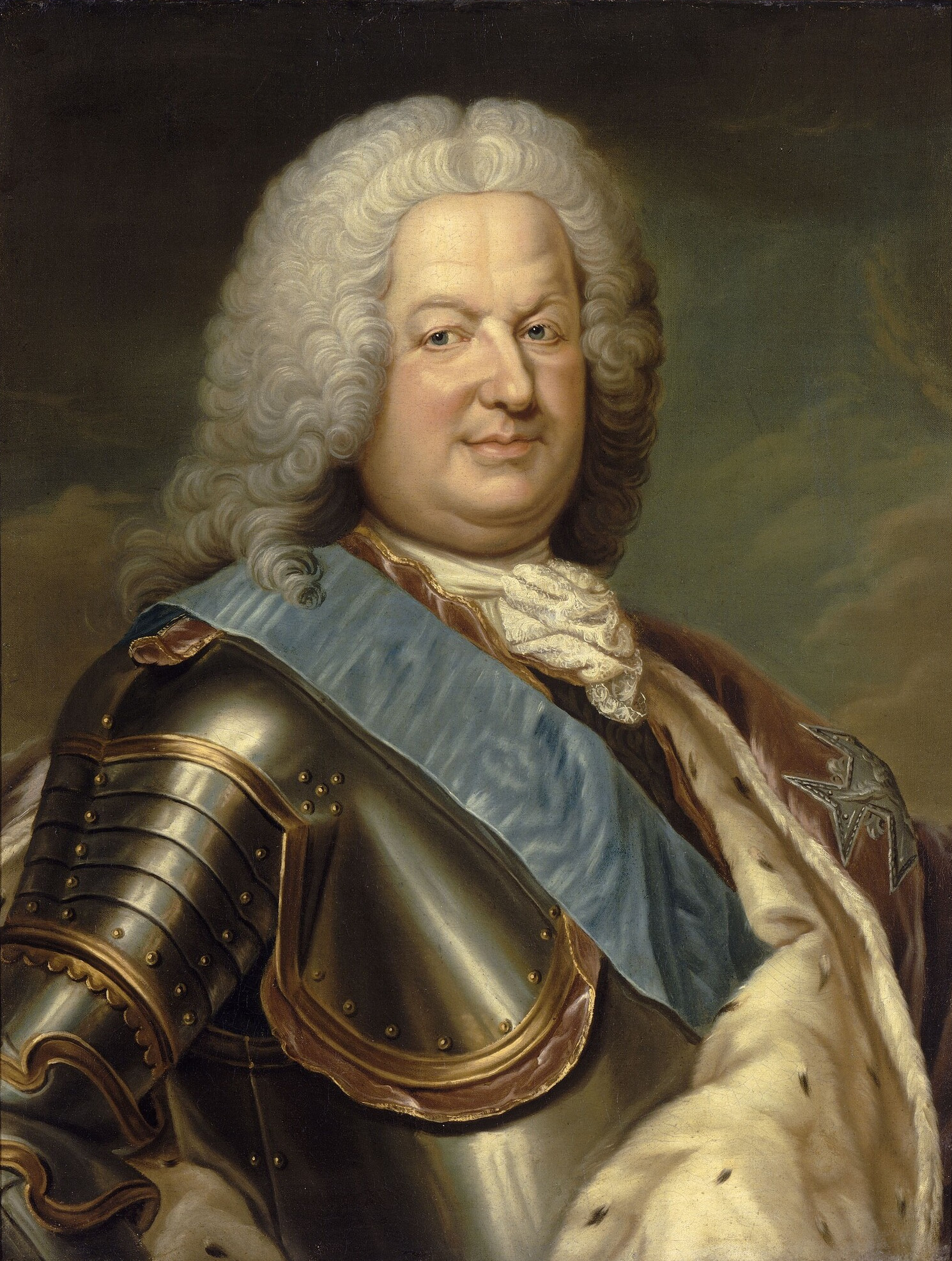
Станислав I Лещинский

- 1737—1766 : Станислав I (1677—1766), король Польши 1704—1709
- 1766 : Мария Лещинская (1725—1768), дочь предыдущего

муж: Людовик XV, король Франции
В 1766 году Лотарингия и Бар были включены в состав Франции.